# Emery de Caën
Emery de Caën (Rouen, 1603 – ...) è stato un navigatore francese.
Figlio del mercante Ézéchiel de Caën e di Marie Sores, Emery arrivò a Québec per la prima volta nel 1621 per soccorrere la colonia e allo stesso tempo dare avvio al commercio delle pellicce. Dal 1624 al 1626 divenne comandante della Nuova Francia in assenza di Samuel de Champlain. Nel 1629 venne in Canada per approvvigionare Québec e imbarcare le pellicce, ma si scontrò con i fratelli Kirke uscendone sconfitto. Ritornò in Nuova Francia nel 1631 per dirigere il commercio delle pellicce, ma gli inglesi gli rifiutarono la libertà di commercio. Il 22 agosto, a bordo della nave Don-de-Dieu fece una protesta formale e ritornò in Francia.
Nel 1632 venne nominato comandante della Nuova Francia e arrivò insieme al suo luogotenente Charles Duplessis-Buchart e al gesuita Paul Le Jeune. Intimò agli inglesi di andarsene; ci riuscì con difficoltà. Restò governatore della colonia nordamericana fino al 1633, poi fece ritorno in Francia.